# Veronica morrisonicola
Veronica morrisonicola är en grobladsväxtart som beskrevs av Bunzo Hayata. Veronica morrisonicola ingår i släktet veronikor, och familjen grobladsväxter. Inga underarter finns listade i Catalogue of Life.